# Yaya Rodríguez
Juan José Rodríguez (General Galarza,11 de enero de 1937-Buenos Aires, 2 de junio de 1993), apodado el Yaya, fue un futbolista argentino, que se desempeñó como delantero. Debutó con Boca Juniors y es considerado una leyenda en Racing Club, donde integró el histórico equipo dirigido por Juan José Pizzuti que se consagró campeón de la Primera División en 1966, y de la Copa Libertadores y la Copa Intercontinental en 1967.

## Trayectoria

### Debut en primera: Boca Jrs.
Comenzó su carrera en Boca Juniors, debutando el 9 de septiembre de 1956 con 19 años. Jugó de manera regular los primeros años hasta 1960 inclusive. Luego se vería relegado del equipo, tanto que no jugó un solo minuto del campeonato ganado en 1962. Sin lugar en el club, pasó a Huracán en 1963 para volver a Boca al año siguiente, donde volvería a jugar oficialmente para ese equipo luego de tres años y medio en la segunda fecha del campeonato ante San Lorenzo en el Viejo Gasómetro el 3 de mayo de 1964, encuentro que terminaría 1-1. Sin embargo, solo jugó 5 partidos oficiales ese torneo en los que no pudo marcar, jugando 10 amistosos y convirtiendo 2 goles. En Boca jugó 158 partidos convirtiendo 58 goles.

### Inicios en Racing

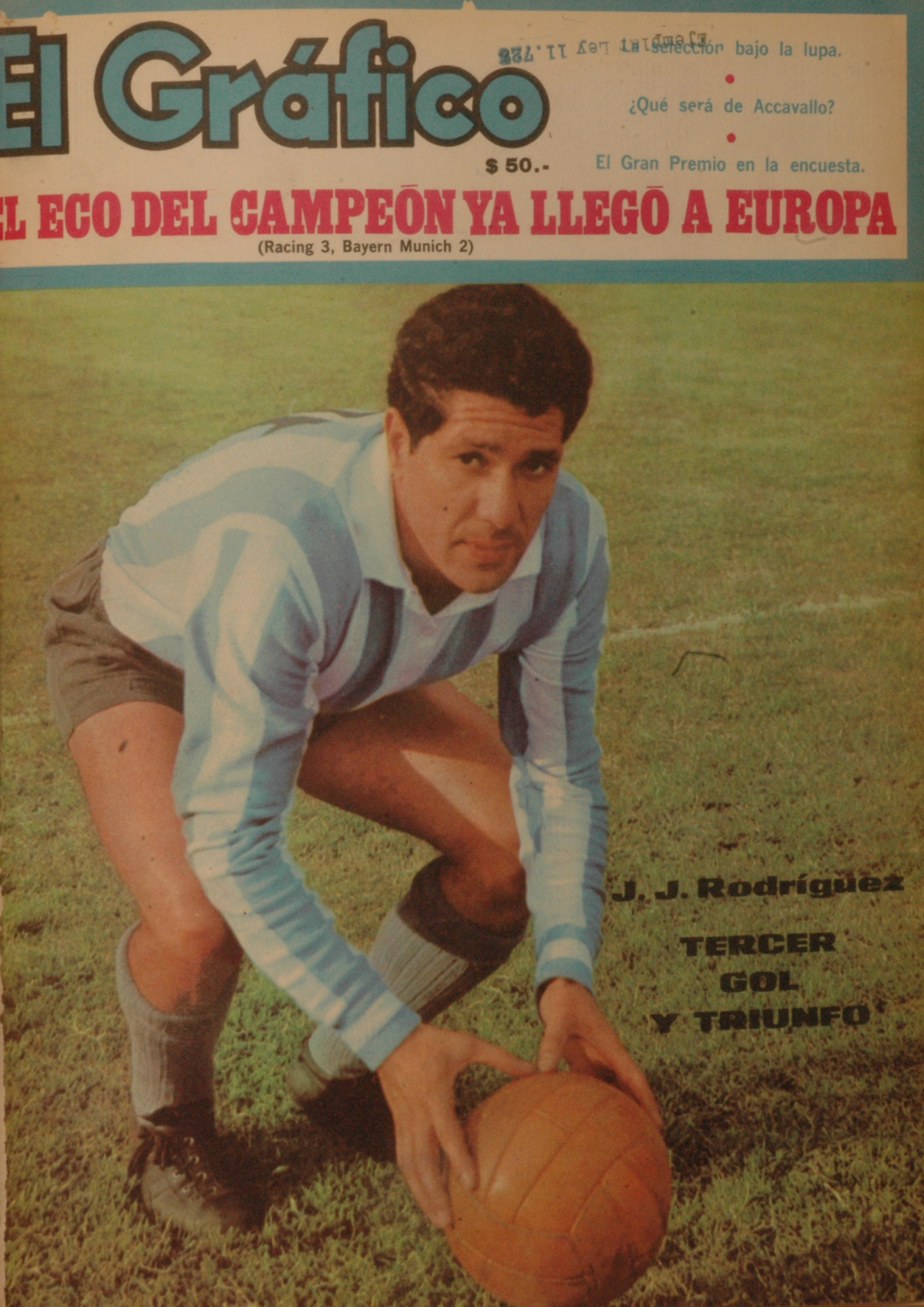
J. J. Rodríguez (Racing) en 1966.

A mediados de 1965 pasó a un Racing Club que estaba en una situación financiera delicada. El club había gastado mucho en 1964 sin los éxitos esperados y afrontaba un complicado 1965 en el que terminaba la primera rueda en el último lugar, momento en el que se hace cargo del primer equipo Juan José Pizzuti. En su debut el 19 de septiembre de 1965, Racing venció 3 a 1 a River Plate en Avellaneda con dos goles de Yaya Rodríguez, sorprendiendo a todos. Irónicamente, con esos goles Yaya ayudó a consagrarse campeón de ese campeonato de 1965 a Boca, quien terminó en el primer lugar un punto por encima de su rival River Plate. En esa segunda parte del torneo de 1965 comenzaría a gestarse el equipo de José, con una levantada para salir de las posiciones del fondo, finalizando el campeonato de 1965 en el 6° lugar con 36 puntos y una racha de 14 partidos invictos, que continuaría en 1966 hasta convertirse en 39 partidos invictos, batiendo el récord en el profesionalismo de Boca Juniors en 1943/1944 y siendo superado más de 30 años después por el Boca de Carlos Bianchi.

### La consagración del equipo de José
En 1966 el equipo de José se consagra campeón, en el que Yaya convierte 16 goles. Un año después en 1967 Racing gana la Copa Libertadores de América, siendo la edición más extensa de la historia, y la Copa Intercontinental ante el Celtic de Escocia, siendo el primer equipo argentino campeón del mundo. Yaya colaboró con 6 goles en la Copa Libertadores. Finalmente en 1968 se le da el pase en su poder. Según contó en una entrevista en TV, Yaya creía que la causa de su salida fue tomada por Juan José Pizzuti. Yaya termina su período de dos años y medio en Racing con 37 goles en 105 partidos.

### Fin de su carrera
Jugó en Millonarios de Bogotá en 1969, donde marcó 5 goles en los 20 partidos que jugó. Finalmente, termina su carrera en Estudiantes de Buenos Aires luego de un paso por Quilmes. Muere en 1993 a los 56 años de edad.

## Palmarés

### Títulos nacionales
| N.º | Título           | Equipo (*)   | País      | Año  |
| --- | ---------------- | ------------ | --------- | ---- |
| 1   | Primera División | Boca Juniors | Argentina | 1964 |
| 2   | Primera División | Racing Club  | Argentina | 1966 |

### Títulos internacionales
| N.º | Título                | Equipo      | Sede       | Año  |
| --- | --------------------- | ----------- | ---------- | ---- |
| 1   | Copa Libertadores     | Racing Club | Santiago   | 1967 |
| 2   | Copa Intercontinental | Racing Club | Montevideo | 1967 |